# 南條直子
南條 直子（なんじょう なおこ、1955年〈昭和30年〉6月12日 - 1988年〈昭和63年〉10月1日）は日本の報道写真家、ジャーナリスト (フリーランス)。アフガニスタン紛争のムジャヒディンや山谷のドヤ街の日雇い労働者たちを主な取材対象とした。岡山県出身。名前は南条直子と表記されることもある。また山岡洋子名義での雑誌寄稿もある。1988年、3回目となるアフガニスタン入国取材中にソ連軍が仕掛けた地雷を踏んでしまい死亡（満33歳没）。

## 人物/経歴
1955年6月12日岡山県岡山市で出生。南條は小,中学校で成績もよく、高校は当時岡山県随一の進学校岡山朝日高校に進学した。当初は外科医になる夢を持っていた南條だが、やがて受験一辺倒の学校、敷かれたレールの上を歩むだけで将来の見えてしまったような人生に疑問をもつようになり三年生で高校を中退してしまう。名門高校を中退してしまった南條だが、中退後はOLや工場のアルバイト、スナックの店員などを転々とし、1977年22歳の時に上京し翌年には経理学校に入るが経理学校もまもなく中退してしまう。平凡な人生ではなく創造的で自己実現できる仕事をしたいと思いながらも思うようにいかない南條にやがて転機が訪れた。友人が何気なく言った「カメラでもやってみたら」と言う言葉をきっかけに自分の将来を写真家、それも報道写真家と決め1979年4月に日本写真専門学院（2021年現在の日本写真芸術専門学校）に入学。写真学校では樋口健二に師事。学生時代の撮影テーマとしては三里塚闘争と右翼、特に右翼少年を選んだ。写真技術は未熟なれど右翼の総本部にまで入り込んで撮影する南條の積極性には師の樋口も感心している。在学中に三里塚取材を機に知った寄せ場山谷のアパートに引っ越す。1981年3月、日本写真専門学院を卒業。
社会の矛盾や不条理に関心を持っていた南條は写真学校卒業後は山谷の寄せ場/日雇い労働者たちを撮影テーマと決め、生活費はアルバイトで賄いながら、撮影に入る。男ばかりで訳ありの人物が多い山谷での撮影に南條は苦労するものの、山谷の労働運動活動家たちと知り合い、労働闘争の最前線を取材している。この時期に知った労働運動活動家のなかに山谷争議団リーダーの山岡強一がおり、南條は「私は世界でただひとり、文句なしに尊敬している人物がいる。それは山谷の山岡さんだ」と言い、山岡洋子のペンネームで雑誌に寄稿したこともあるほど山岡を尊敬している。南條が山谷を撮影し始めた1980年代前半、山谷の労働運動は激しさを増し、労働運動活動家の手配師に対する攻撃が激しくなっていく。そして手配師たちの背後にいる暴力団と労働運動活動家の抗争が始まる。山谷の労働運動や抗争が激しくなっていく中、南條は表現者としての自分に自信を失い迷い、また同棲していた山谷の労働者との関係悪化からもむしろそれから離れたくなってしまった。そのことを自身で「こんな人間では、山谷の労働者は撮れない。」「出口のない日本の生活から逃げ出したい」と表現している。師の樋口もこの時期の南條の写真は写真学校卒業時のものよりむしろ後退していたと述べている。
南條は山谷を離れてインドの混沌を取材するため1984年9月インドへ旅立つ。南條がインドにいたころにインディラ・ガンジー暗殺事件が起こり、事件によるインド社会の混乱を南條は目撃するものの報道写真家としての意欲はそれほど沸かず、自著においてもむしろ当時インドにいた日本人たちの醜悪さへの嫌悪感に筆を割き、日本人でありながら反日思想に染まった人たちの気持ちが理解できたとまで言っている。インド滞在中にアフガニスタン紛争のことを聞き関心を持ち、次にアフガニスタン国境に近いパキスタン・ペシャワールを訪れた。ペシャワールで南條はポーランド系オーストラリア人レフ・ゾンデクに出会った。ポーランド系オーストラリア人でありながらアフガニスタンに入りソ連と戦うと言うレフに魅了された南條はレフに同行してクエッタ経由でアフガニスタンに入国を試みるが、アフガニスタン入国に何の準備もない南條はこのときは入国できず、アフガニスタン入国の準備のため1985年3月一旦日本に帰国する。旅費作りのためのアルバイトと諸準備、入国手続き(ムジャヒディンへの伝手探し)ののち1985年8月南條はアフガニスタンへと旅立つ。
ペシャワールを経て8月20日頃アフガニスタン・ジグダレックのムジャヒディン部隊に同行し取材を始めた。第1回目のアフガニスタン入りは8月20日頃から9月13日までの約25日間。ジグダレックのムジャヒディンたちには南條はゴルゴタイ（現地のパシュトゥー語で「花の蕾」の意味）と呼ばれ親しまれていた。
ジグダレックのムジャヒディン部隊同行取材（1回目のアフガニスタン入り）を終えた後、南條は一旦ペシャワールに戻り、そのまま引き続いてアフガニスタンのワルダックとガズニへの2回目のアフガニスタン取材を敢行する。ジグダレックのムジャヒディン司令官がワルダックのムジャヒディン司令官に南條を紹介してくれた。
10月3日 ムジャヒディンの同行でペシャワールからパキスタンの辺境トライバルエリア、ミランシャー、アフガニスタンパクティカ州ガルデズを経てワルダックに入り2回目のアフガニスタン入国を果たす。
南條は2回目のアフガニスタンではワルダックのムジャヒディンたちからはスプージュマイ（現地の言葉で満月の意味）の愛称で呼ばれ、ムジャヒディン部隊に同行取材しソ連の軍事拠点やガズニ空港への攻撃にも同行している。
12月5日南條はペシャワールにもどる。2回目のアフガニスタン入国取材はおよそ2ヶ月にも及んだ。最後に国境を超えるまでムジャヒディンは南條を護衛してくれた。2回のアフガニスタン入国を含む4カ月半にわたる取材旅行であった。

写真評論家の鳥原学は「アフガニスタンで撮られた写真は、それまでの写真に比べると、見違えるように良くなっていた。-引用　鳥原学『時代を写した写真家100人の肖像　下巻』2018年,玄光社,p.152」と評価している。南條自身は自著で
（ジグダレックのムジャヒディン司令官に対して）「あなたが私を強くしてくれた」と言いたいのは私も同じだった。自信が無く後退りばかりしていた私を、彼は全然変に思わず世話してくれた。山谷では、「こんな人間では、山谷の労働者は撮れない」という考え方にさいなまれていた。その場所は、私の自信を失わせ、前へ進む前に自己点検と自己批判を迫った。それで身動きできなくなったのは誰のせいでもない、私が弱かったからだ。でもアフガニスタンは、私が弱々しくて駄目であるほど頑張れと引っ張ってくれる。何も分かっていなくても励まして、引っ張り上げようとしてくれる。さあ、オレを撮れと言ってくれる。人の写真を撮るということが、このように被写体から保護され励まされ導かれて撮るものであったとは、初めての経験だった。—-引用 南条直子『戦士たちの貌』1988年、径書房、p.159
と述べている。鳥原はアフガニスタンで南條の写真が変わったことについて「南條が自分の無知と弱さを理解し、被写体に寄り添ったとき、彼女の凝り固まった観念は溶きほぐされ、ものの見方も変わっていった。-引用　鳥原学『時代を写した写真家100人の肖像　下巻』2018年,玄光社,p.152」と解説している。
南條が日本に戻ってまもない1986年1月、南條が尊敬していた山谷争議団リーダー山岡強一が対立する暴力団金町一家構成員に殺害される事件が起きる。南條はふたたび山谷の取材を始めるが、日雇い労働者たちを支援する山谷争議団と暴力団金町一家（姿を現す際には右翼団体を装っている）の抗争は激しさを増し、そのなかで4月3日暴力団系右翼団体を撮影していた南條に激昂した団員が南條のカメラを取り上げた。カメラを取られた南條の抗議の声をきっかけに日雇い労働者たちが投石を始め山谷は2000人の労働者による暴動状態となる。
南條はこのとき、暴力団や警察機動隊と戦う山谷の日雇い労働者たちにムジャヒディンの姿を投影している。
彼らから立ち昇る空気はアフガニスタンのボロクズそのものだった。彼らから伝わってくるのは人間の持つ意志の力だ。(中略) 意外だった。あれほどついて行きたかったアフガニスタンのムジャヒディンの部隊とこんな所で再会するとは。意思がある双眸にボロをまとった、あの汚れたターバン姿の行軍がこんなところに繋がっているなんて。―お前たち、ここに居たなんて—引用、南条直子『戦士たちの貌』1988年、径書房、p.289
1986年6月、南條は住まいを山谷から練馬に変え、アフガニスタンへ傾倒していく。南條は自著の中で『めまぐるしいマスコミ報道の中で、なぜ、八五年のいわば「古くなってしまった」取材ネタにこれほどこだわり続けてきたというと、自分がムジャヒディンとの出会いの中で経験した衝撃や「変貌」は、ひとつの社会的存在という意味での「私」の生涯において、二度とはないかもしれない、新しい世界のとらえ方、人間への視点の持ち方の「誕生」であったと思われたからです。-引用、南条直子『戦士たちの貌』1988年、径書房、p.291』とアフガニスタンへのこだわりの理由を語っている。
1986年8月から12月にはアフガニスタン国境に近いパキスタンのムジャヒディン基地やパキスタン・ハリブールの難民キャンプに住むジグダレック難民の生活などを取材している。
1987年には径書房から書籍の出版が決まり、また1987年12月10日から初の個展を17日間渋谷のドイフォトプラザで行っている。1987年6月には雑誌『潮』に記事が載り、日本人女性としては初めてのアフガニスタン紛争を取材するフォトジャーナリストとして注目されていく。
1988年8月25日、径書房から出版予定の『戦士たちの貌』の原稿を書き上げ、翌26日3回目のアフガニスタン取材（ほかにアフガニスタンには入国しなかったもののパキスタンのアフガン国境近くへの2回の取材旅行もある。日本出国としては4回目）に出発。9月にはジグダレックのムジャヒディン部隊に同行し、ソ連軍拠点攻撃などを取材する。1988年10月1日、カブールの東約70kmナンガルハール州タンギ・バリ村付近での戦闘に同行した帰り、南條はソ連軍がばらまいた地雷を踏んでしまい死亡。同行していたムジャヒディン戦士によれば、吹き飛ばされた死の間際、南條はシャッターを押す真似をし『（吹き飛ばされた）私を撮れ』と言っているかのようであったという
南條の遺体はジグダレックの丘に埋葬されたが、当時は日本とアフガニスタンには国交は無く、南條の両親は遺骨を引き取ることもすぐには叶わなかった。没後2年の1990年、ムジャヒディンと関係のあった武術家田中光四郎らの努力によってようやく遺骨は荼毘に付され日本に帰ることができた。また現地にも墓標が建てられている。
1992年2月15日、イギリスBBCがテレビ放送したアフガニスタン紛争取材中に死亡した4人のジャーナリストを取り上げたドキュメンタリー番組のなかで南條が取り上げられている

## 年譜
- 1955年6月　岡山県岡山市で出生
- 1979年4月　日本写真専門学院入学
- 1981年3月　日本写真専門学院卒業。山谷にて写真家として活動を始める
- 1984年9月-12月　インドとパキスタンへ取材
- 1985年8月-12月　パキスタンを経て2回のアフガニスタン取材
  - 1985年8月20日頃から9月13日頃、アフガニスタン・ジグダレックのムジャヒディンを取材(1回目のアフガニスタン入国)
  - 1985年10月3日頃から12月5日頃、アフガニスタン・ワルダックとガズニのムジャヒディンを取材(2回目のアフガニスタン入国)
- 1986年8月-12月　パキスタンのアフガニスタン国境付近やアフガニスタン難民などを取材
- 1987年12月10日-26日　渋谷のドイフォトプラザにて初の個展
- 1988年8月-　アフガニスタン取材に出発。9月にはジグダレックのムジャヒディン部隊に同行取材(3回目のアフガニスタン入国)
- 1988年10月1日　ナンガルハール州タンギでの戦闘の取材からジグダレックへの帰り道で地雷を踏んでしまい死亡
- 1988年11月　南條初の単行本『戦士たちの貌』発売(奥付発行日では10月1日)[36][37]

## 使用機材
第3回目のアフガニスタン取材時に使用したカメラはキヤノン AE-1。1980年代はデジタル一眼カメラが普及する前で当時のカメラは銀塩フィルムカメラである。第2回目のアフガニスタン取材では南條は100本のフィルムを持ち帰っている。荒野を徒歩で長距離移動するアフガニスタン取材では撮影機材に加えて大量のフィルムは大変な荷物になる。

## 個展、遺作展
- 1987年12月、東京ドイフォトプラザ、テーマはアフガニスタン・ムジャヒディン
- 1989年9-10月、遺作展、ドイフォトプラザ[39]
- 他、遺作展：1988年新宿、金沢、1989年松本[29]、渋谷[32]、2009年東中野[40]

## 著作

### 書籍/写真集
- 南条直子『戦士たちの貌』1988年刊、径(こみち)書房発行。南條の1回目、2回目のアフガニスタン・ムジャヒディン取材のルポルタージュ作品。南條は報道写真家であるが『戦士たちの貌』はほとんどがテキストのルポであとがきを含めて293ページの作品である(編集部による追記を含めて301ページ)。南條が原稿を書き終えたのは3回目のアフガニスタン取材の出発前日であったため、出版は南條の没後になっている。この本では著作者名は南条直子と表記している。-同著巻末著者あとがきおよび編集部追記、奥付から
- 南條直子『アフガニスタン ムジャヒディン』1989年刊、アイピーシー発行。南條が撮りためたアフガニスタンでの写真を南條の没後、知人らが抜粋し発行した写真集。本作中の南條の言葉は南條が家族・友人に宛てた手紙などから知人らが抜粋したもの。-同著扉およびp109,奥付けから
- 南條直子撮影、織田忍編著『山谷への回廊 写真家・南條直子の記録1979-1988』2012年刊、『山谷への回廊』刊行会発行。南條が残した山谷の写真を中心に日本国内で撮影された写真をフリーライター織田忍が取りまとめ、家族や関係者に取材した写真集兼伝記　-同著プロローグおよび後書きから

### 雑誌記事
- 山岡洋子名義「アフガン見たまま 女ひとり旅」『潮』(通号 325) 1986.05 潮出版社 pp.258-267
- 南條直子「女ひとりアフガンを行く」『潮』(通号 338) 1987.06 潮出版社、pp.194-201。
- 南條直子「もう1つのアフガン--いつやむ戦火--ソ連は撤退すれど変わらぬ現状」『公明』(通号 320) 1988.09 公明機関紙局 pp.158-167

### 註釈
1. ↑  旧ソビエト連邦が1979年から1989年まで軍事占領下に置いたアフガニスタンでの反ソ連・反政府のイスラム武装ゲリラ/イスラム聖戦士。-日本経済新聞・アフガン侵攻1979-89　ロドリク・ブレースウェート著元英外交官が描く侵攻の実態2021年1月15日閲覧、鳥原(2018)p.149
2. ↑  本名は南條だが南條自身の著作においても南条と記載されているものもある。経書房から出版した南条直子著『戦士たちの貌』1988年など。
3. ↑  東アジア反日武装戦線の活動家の中には山谷で日雇い労働しながら活動したものもいる -牧村(2020)、p.89
4. ↑  南條をアフガニスタンへといざなったレフ・ゾンデクは南條がアフガニスタン入りの準備のため一旦日本へ帰国しているあいだにアフガニスタンで事故死している。-南条(1988)、pp.48-50
5. ↑  南條の自著『戦士たちの貌』p.150では9月5日にアフガニスタン入りしてから18日目とあるので逆算すると8月19日頃、同著p.167-170では9月13日にパキスタンに戻って25日目とあるので逆算すると8月20日頃
6. ↑  ジグダレックは首都カブールがあるカブール州のなかで東にある村。ムジャヒディンの根拠地の一つ。-南条(1988)、p.52.75
7. ↑  南條自身は本来は共産主義者である-南条(1988)、p.27が、近代の共産主義とはかけ離れた封建的なイスラム部族社会を強い意志で守り抜こうとするムジャヒディンに衝撃を受け強く惹かれていき、ものの見方も変わっていった南条(1988)、pp.143-148,161-163,166-167,264,291。南條はそれを新しい自分の誕生と言っている南条(1988)、p.291。
8. ↑  ムジャヒディンの極めて厳格なイスラム社会ではイスラム女性を男性ジャーナリストが取材することは極めて難しい。反面、荒野で活動する男だけのゲリラ/戦闘部隊への同行は女性ジャーナリストには肉体的に辛い面もある。-南条(1988)、pp.52-99
9. ↑  アフタニスタン現地に建てられた南條の墓標はその後タリバンに破壊されてしまったが、2002年田中光四郎によって再建されている。-織田(2012)、p.253